# A Guerra dos Mundos
The War of the Worlds (A Guerra dos Mundos) é um romance de ficção científica de Herbert George Wells, escritor britânico e membro da Sociedade Fabiana. Foi publicado em capítulos primeiramente em 1897 no Reino Unido pela Pearson's Magazine e lançado como romance no ano seguinte.
É uma história sobre a invasão da Terra por marcianos inteligentes, dotados de um poderoso raio carbonizador e máquinas assassinas (tripods), semelhantes a depósitos de água sobre tripés. Foi adaptado diversas vezes para o cinema, a última em 2005, por Steven Spielberg, com Tom Cruise no papel principal, Dakota Fanning e Justin Chatwin.

## Enredo
A história começa nos inícios do século XX, nos arredores de Londres. O narrador e personagem principal, que não é identificado no livro, é convidado a ir ao observatório de Ottershaw, onde observa a primeira de uma série de explosões na superfície de Marte. Mais tarde, aquilo que se pensa ter sido a queda de um meteoro perto da casa do narrador, acaba por ser a queda de um cilindro metálico. O cilindro abre-se, e de lá dentro saem os marcianos, que destroem todos os humanos que se aproximam com o raio da morte.

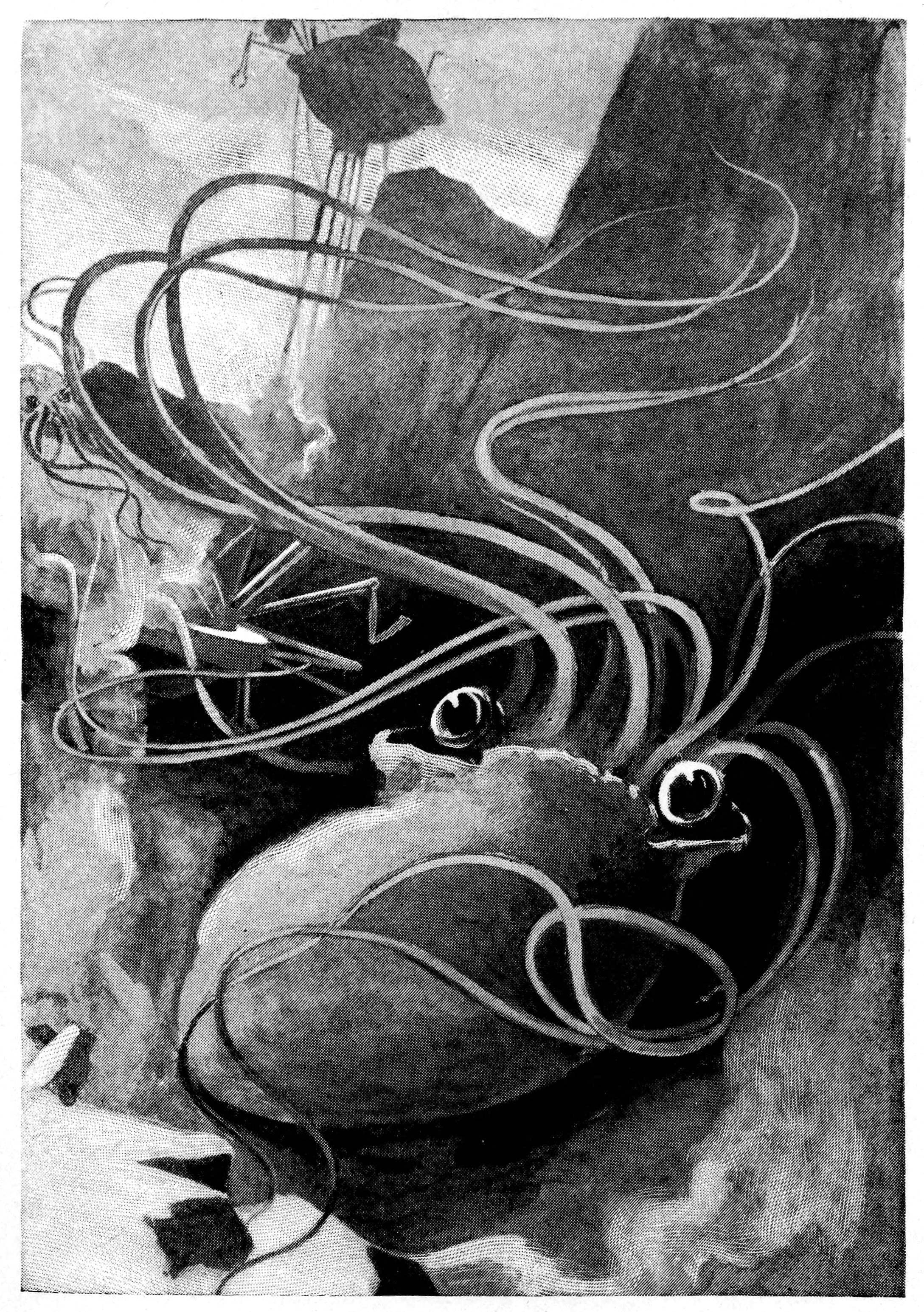
Marciano, arte de Warwick Goble em 1897 para a revista Pearson's Magazine.

O narrador foge então com a sua mulher para Leatherhead, mas tem que voltar a casa para devolver a carruagem que tinha pedido emprestado. Nessa altura, repara que os marcianos se locomovem em máquinas com tripés metálicos - os tripods - passando facilmente pela resistência militar oferecida pelos humanos. Têm além disso uma nova arma que dispara bombas de fumo negro, que matam todos os humanos que entram em contacto com ela. O narrador encontra então um artilheiro em fuga, que lhe diz que caiu outro cilindro, cortando o caminho de regresso à sua mulher. Os dois decidem viajar juntos, mas um ataque dos marcianos acaba por os separar.
A narração passa então para a história da evacuação em massa de Londres, devido à queda de mais cilindros nos seus arredores, contada pelo irmão do narrador, que acaba por conseguir escapar por barco.
Voltando ao narrador, este acaba por ficar encurralado numa casa em ruínas destruída pela queda de um dos cilindros, acompanhado por um cura. Nessa altura ele observa os costumes dos marcianos, constatando que eles usam os humanos como alimento, absorvendo o seu sangue diretamente. No entanto, o cura, traumatizado pelos acontecimentos, enlouquece, fazendo com que os marcianos entrem na casa e acabem pôr o capturar. Finalmente os marcianos abandonam a cratera e o narrador consegue deixar a casa em ruínas. Quando chega a Londres, deserta, repara que as plantas marcianas começam a morrer, assim como os marcianos. Estavam a morrer devido a uma bactéria contra a qual não tinham imunidade. O narrador regressa então a casa, onde para sua surpresa se reúne com a sua mulher.
|  |  |  |

## Enredo se torna realidade
Em 30 de outubro de 1938, a rede de rádio CBS interrompe sua programação para noticiar uma suposta invasão alienígena. Na verdade, nada mais era que um programa semanal, onde a história de A Guerra dos Mundos era dramatizada, pelo jovem Orson Welles, em forma de programa jornalístico. Entretanto, houve grande pânico devido a um mal-entendido: cerca de 6 milhões de pessoas sintonizaram no programa e metade delas fê-lo depois da introdução, em que se explicava que não passava de uma peça de ficção, calculou a própria CBS. Pelo menos 1,2 milhão de pessoas acreditou ser um fato real, meio milhão teve a certeza de que o perigo era iminente, entrando em pânico, sobrecarregando as linhas telefônicas, com aglomerações nas ruas e congestionamentos, causados por ouvintes tentando fugir do perigo. O caos paralisou três cidades. O programa foi um sucesso de audiência, fazendo a CBS bater a emissora concorrente NBC.
Exatas três décadas depois da transmissão estadunidense, a Rádio Difusora planejou fazer uma edição de A Guerra dos Mundos em São Luís. Os profissionais Sérgio Brito, Elvas Ribeiro – o Parafuso, Manoel José Pereira dos Santos – o Pereirinha, José Branco, Rayol Filho, Bernardo de Almeida, Reynaldo Faray, José Faustino dos Santos – o Jota Alves e Fernando Melo se juntaram e realizaram a adaptação da história para a realidade maranhense. A data, além de ser uma referência da transmissão original, também era o aniversário da Rádio Difusora. Tal como em 1938, a transmissão brasileira de 1971 causou caos, pânico e acabou envolvendo militares do Exército Brasileiro.